# La cambiale di matrimonio
La cambiale di matrimonio (la lletra de canvi de matrimoni) és una òpera en un acte de Gioachino Rossini, amb llibret de Gaetano Rossi, que basa el seu argument en una comèdia homònima de Camillo Federici i en un llibre anterior de Giuseppe Checcherini de 1807 per a l'òpera de Carlo Coccia, Il matrimonio per lettera di cambio. És la primera òpera que va estrenar Rossini, i va ser al Teatro San Moisè de Venècia el 3 de novembre de 1810, on va tenir una sèrie de tretze funcions.
Composta en pocs dies quan tenia 18 anys, La cambiale di matrimonio va ser la primera òpera professional de Rossini. L'obertura, escrita quan era estudiant al Liceo Musicale de Bolonya, és una part important del repertori concertístic modern. L'ària de Fannì Come tacer, la darrera part de la qual Rossini va aprofitar per la seva trajectòria posterior, amb major efecte, com a part del duo Dunqu'io son a l'acte I d'El barber de Sevilla.

## Origen i context

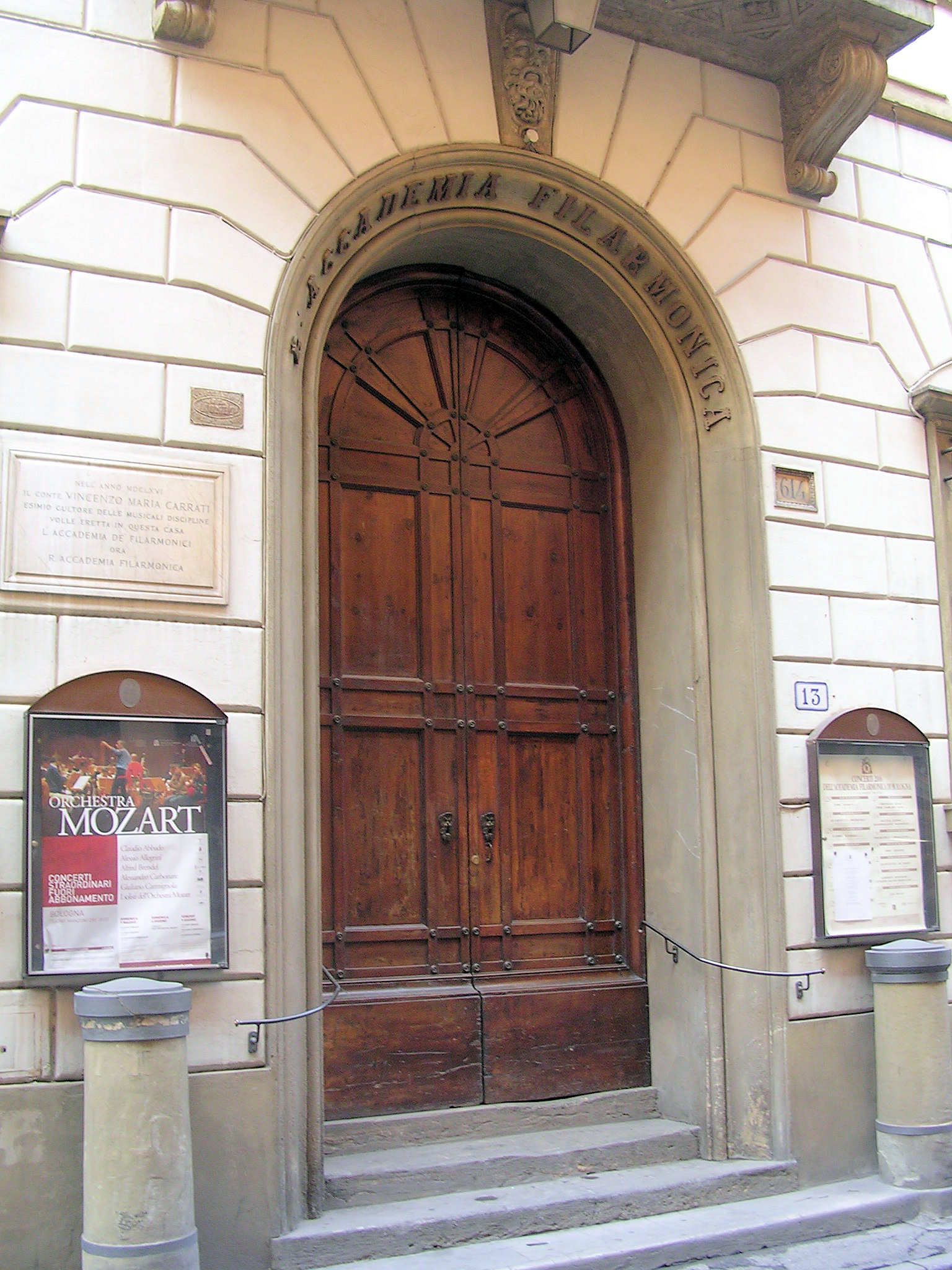
Façana del Palau Carrati de Bolonya, seu de l'acadèmia i antic Liceo Musicale de Bolonya

Després d'estudiar al cèlebre Liceo Musicale de Bolonya i d'haver tingut un cert èxit amb diverses obres simfòniques i vocals, Rossini va voler convertir-se en compositor d'òpera. L'any 1810, el jove Rossini ja havia compost una òpera seria Demetrio e Polibio, que no va aconseguir que es produís fins al 1812. Segurament per això va recórrer a l'òpera còmica per aconseguir el seu primer èxit.
Composta en uns pocs dies quan tenia divuit anys, La cambiale és una farsa bufa que va ser la primera òpera professional de Rossini. La va fer seguint la moda de l'època, en què s'estilaven molt aquestes petites òperes absurdes i còmiques. Sorprèn la maduresa aconseguida per Rossini en aquesta òpera i malgrat tenir un breu argument, va crear tots els personatges amb agilitat i delicadesa. Tant des del punt de vista argumental com musical, mostra una forta influència de Cimarosa.
El llibret va ser escrit per Gaetano Rossi, basat en una comèdia en cinc actes de Camillo Federici que Rossi va reduir a un sol acte. Rossi va escriure altres llibrets, utilitzats per Rossini, els de La scala di seta, Tancredi i Semiramide així com els de Meyerbeer per Il crociato in Egitto i de Donizetti per Linda di Chamounix. L'obertura, escrita anteriorment quan era estudiant al Liceo Musicale, és habitual del repertori de concert.

## Representacions
La cambiale di matrimonio es va estrenar el 3 de novembre de 1810 al Teatro San Moisè de Venècia, amb un resultat no gaire espectacular, però sí bo: es va representar dotze vetllades. Morandi va cantar el paper principal. De Venècia se'n va anar a Pàdua i Trieste, i també va arribar a algunes ciutats no italianes, la primera de les quals va ser Barcelona, al Teatre de la Santa Creu, el 26 d'abril de 1816.
A La Fenice de Venècia es va estrenar l'abril de 1910, per celebrar el centenari del debut de Rossini a l'escenari al Teatro San Moisè. Al Regne Unit va ser el 1954 al Sadler's Wells Theatre de Londres. El 1984 l'estrena va tenir lloc a Perth, Ayr (Escòcia), Stirling, Dundee, Dunfermline i Inverness, en la traducció d'Elizabeth Parry per la Scottish Opera. La primera actuació al Rossini Opera Festival va tenir lloc el 1991, realitzada per Donato Renzetti amb l'Orquestra Simfònica de la RAI de Torí, amb Enzo Dara, Luca Canonici i Roberto Frontali (amb actuacions posteriors el 1995 i 2006). El 1992 es posà en escena a l'Sferisterio de Macerata.
El 14 de maig de 1982 es va representar al Palau de la Música Catalana amb el Grup d'Òpera de Barcelona, que va portar-la de gira durant l'estiu a Ripoll i la Seu d'Urgell. Es tornà a representar a Barcelona el 1988 (a l'Orfeó Gracienc, el juny) i el 1999 al Pati de Lletres de la Universitat de Barcelona, a càrrec de l'Aula d'Òpera del Conservatori del Liceu. El 21 de juny de 2012, a l'Auditori del Conservatori del Liceu, dins dels actes de commemoració del 175è aniversari, la va fer la Jove companyia d'Òpera del Conservatori del Liceu i amb l'orquestra del conservatori del Liceu. El 2016 es representà al Teatre de Sarrià.

## Rols

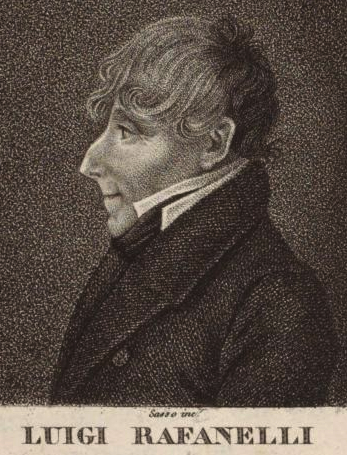
Luigi Raffanelli, creador de Tobias Mill

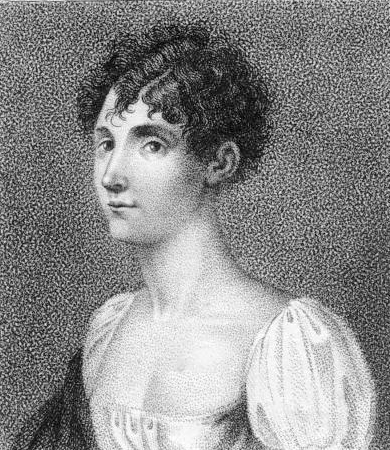
Rosa Morandi, creadora de Fannì, per Giovanni Antonio Sasso

| Rol             | Veu          | Repartiment de l'estrena, el 3 de novembre de 1810 (Director: Gioachino Rossini) |
| --------------- | ------------ | -------------------------------------------------------------------------------- |
| Tobias Mill     | baix         | Luigi Raffanelli                                                                 |
| Fannì           | soprano      | Rosa Morandi                                                                     |
| Edoardo Milfort | tenor        | Tommaso Ricci                                                                    |
| Slook           | baix         | Nicola de Grecis                                                                 |
| Norton          | baix         | Domenico Remolini                                                                |
| Clarina         | mezzosoprano | Clementina Lanari                                                                |

## Argument
Lloc: Londres, les cambres de Tobias Mill
Segle XVIII
Els criats Norton i Clarina discuteixen una carta que ha arribat al seu amo, Tobias Mill, sobre un contracte matrimonial imminent d'un empresari canadenc, Slook, que ha d'arribar més tard aquell dia. Mill entra, nerviós per calcular la distància d'Amèrica a Europa, i ordena a la família que es prepari per a l'arribada de Slook, inclosa la preparació de la seva filla, Fannì, amb qui pretén casar amb l'estranger. Després que tothom se'n va, arriba la Fannì amb el seu amant, Eduardo Milfort; el seu amor s'ha mantingut en secret per a Mill a causa de la mala situació financera d'Eduardo. Norton entra i informa els amants del contracte matrimonial imminent, però la seva conversa s'interromp per l'entrada de Mill quan el carruatge arriba portant el canadenc.
Slook entra assetjat pels criats que intenten agafar-li l'abric: està clarament poc acostumat a les salutacions europees. Mill anima a Slook a parlar amb la Fannì i a conèixer-la, però ella es manté força hostil, intentant expressar el seu desinterès a casar-se amb ell amb molts "peròs". No obstant això, aviat s'uneix a ella l'Eduardo, i tots dos amenacen de tallar els ulls de Slook i punxar-li les venes. Slook marxa a la seguretat de la seva habitació, la Fannì i l'Eduardo també marxen, mentre la Clarina i el Norton tornen. Abans que Slook torni, Clarina expressa les seves experiències amb amor i, al seu retorn, Norton l'informa que els béns que li interessa adquirir ja estan hipotecats.
Enfurismat per aquest doble encreuament contractual, Slook es nega a comprar a Fannì i li ho diu a Mill. No obstant això, es nega a donar una raó per por de la retribució dels amants. Aleshores, Mill amenaça a Slook amb la perspectiva d'un duel per negar-se a complir amb el contracte en què ha incorregut. Després d'haver trobat tres persones que el desitgen mort poques hores després de la seva arribada a Londres, Slook es prepara per marxar i, quan torna d'empaquetar les seves pertinences, veu a Fannì i Eduardo abraçats, agafant-los en flagrant, però li parlen dels negocis sentimentals de Mill envers el matrimoni i la mala situació financera d'Eduardo; Slook respon prometent fer de l'Eduardo el seu hereu perquè la Fannì sigui seva.
Mill torna i es prepara per al seu duel, tot i que tem que, si mor, podria reflectir malament la seva reputació al mercat. Slook es revela i substitueix clandestinament una pistola per una pipa de la pau que en Mill agafa, sense adonar-se de què és. Mentre es dirigeixen al camp de batalla (Slook armat amb una pistola, Mill amb una pipa), el conjunt s'afanya i intenta convèncer Mill perquè renunciï a les pretensions financeres. Finalment, Slook convenç en Mill perquè permeti que la parella es casi i tot acaba feliç.

## Estructura
- Simfonia

1. Introducció Non c'è il vecchio sussurrone (Norton, Clarina, Mill)
2. Duet Tornami a dir che m'ami (Edoardo, Fannì)
3. Ària Grazie, grazie! (Slook)
4. Trio Darei per sì bel fondo (Slook, Fannì, Edoardo)
5. Ària Anch'io son giovane (Clarina)
6. Duet Dite presto dove sta (Mill, Slook)
7. Recitatiu i ària Vorrei spiegarvi il giubilo (Fannì)
8. Final Porterò così il cappello (Mill, Slook, Clarina, Fannì, Norton, Edoardo)[17]

## Moments més cèlebres
- Obertura
- Cavatina: Chi mai trova il dritto, il fondo (Tobia Mill)
- Duet: Tornami a dir che m'ami (Edoardo, Fannì)
- Cavatina: Grazie...grazie, troppo presto (Slook amb la resta)
- Duet: Darei per sì bel fondo... (Slook, Fannì)
- Recitatiu, ària i cabaletta: Come tacer... Vorrei spiegarvi il giubilo... Ah, nel sen di chi s'adora (Fannì)
- Duet: Porterò così il capello (Tobia Mill, Slook)
- Final: Tots[18]

## Enregistraments
| Any  | Rols: Sir Tobia Mill, Fanni, Edoardo, Slook                                | Director, Teatre d'òpera i orquestra | Segell                                                  |
| ---- | -------------------------------------------------------------------------- | --- | ------------------------------------------------------- |
| 1959 | Rolando Panerai, Renata Scotto, Nicola Monti, Renato Capecchi              | Renato Fasano, I Virtuosi di Roma (Gravat per Mercury a finals de l'estiu de 1959 al Teatro Grande, Brescia)                                                                             | Àudio CD: Italian Opera Rarities Cat: LO 7738           |
| 1990 | Bruno Pratico, Alessandra Rossi, Maurizio Comencini, Bruno de Simone       | Marcello Viotti, English Chamber Orchestra | Àudio CD: Claves Records, Suïssa                        |
| 2006 | Paolo Bordogna, Desirée Rancatore, Saimir Pirgu, Fabio (Maria) Capitanucci | Umberto Benedetti Michelangeli, Orchestra Haydn di Bolzano e Trento (Imatge i so gravades en les actuacions al Rossini Opera Festival, Pesaro, Agost).                                   | Àudio CD: Dynamic Cat: CDS 529; DVD: Naxos Cat: 2110228 |
| 2006 | Vito Priante, Julija Samsonova, Daniele Zanfardino, Giulio Mastrototaro    | Christopher Franklin, Württemberg Philharmonic Orchestra (Enregistraments de vídeo realitzats en les actuacions al Rossini at the Wildbad Festival, Wildbad, 14 i 16 de juliol de 2006). | DVD: Bongiovanni Cat: 20017                             |